# Stella Andreva
Stella Anita Andreva, född Brown-Comoy den 17 januari 1909, var en brittisk-svensk operasångerska, (sopran).

## Biografi
Andreva debuterade 1932 vid Kungliga Teatern som Gilda i Verdis Rigoletto och engagerades där 1933. Hon uppträdde bland annat i titelrollerna i Massenets Thaïs respektive Delibes Lakmé, som Violetta i Den vilseförda, Rosina i Rossinis Barberaren i Sevilla och Julia i Gounods Romeo och Julia. Hon engagerades 1935 vid Thomas Beechams brittiska operaföretag.